# Чорнуватість

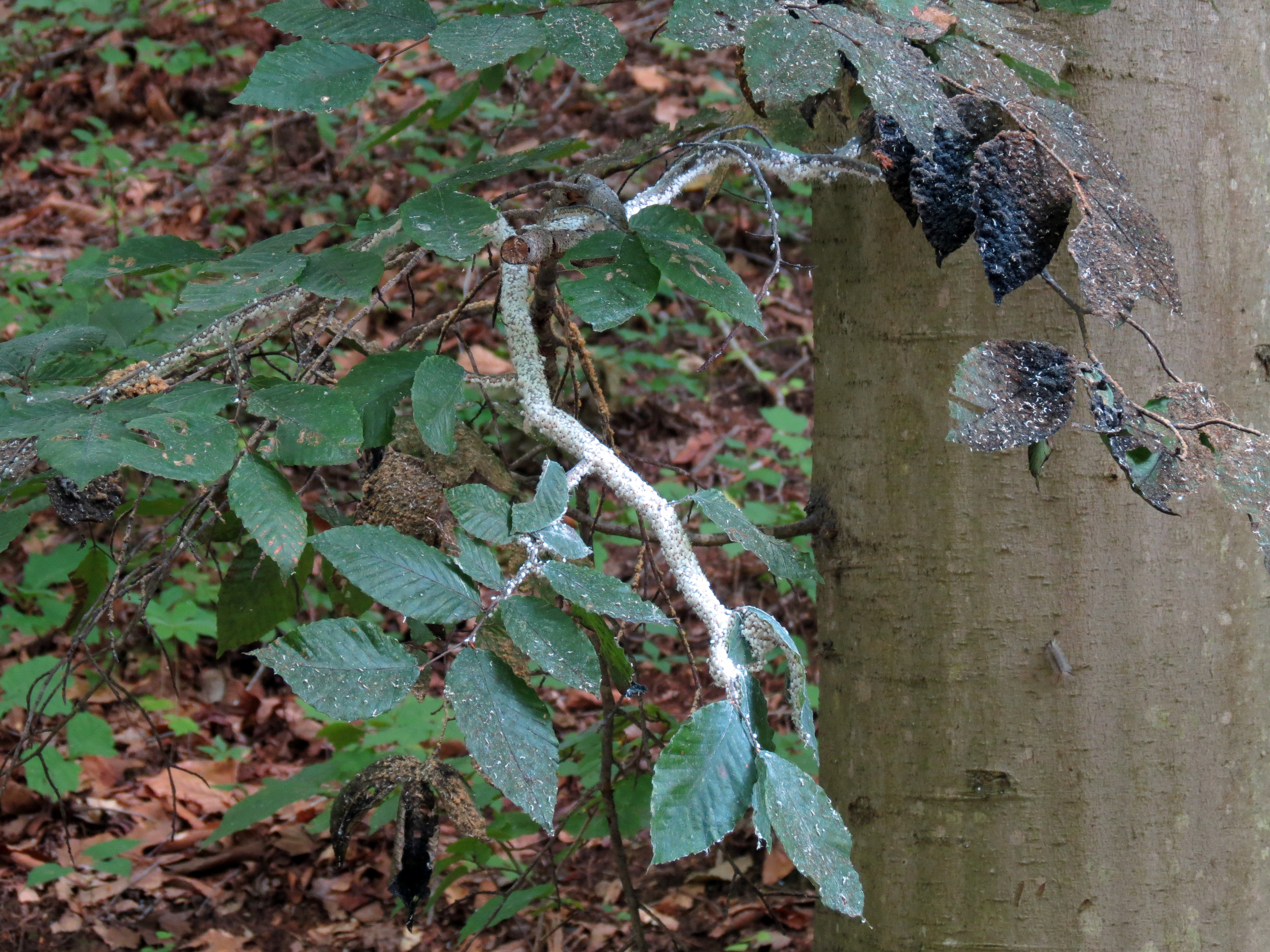
Гілки та листя бука великолисткового, вкриті попелицями (Grylloprociphilus imbricator (Fitch, 1851)) та чорнуватістю, яку спричиняє Scorias spongiosa Schweinitz, 1822

Чорнуватість, чернь або садь (англ. sooty mold) — термін, що позначає чорний наліт, що утворює низка мікроміцетів (понад 200 видів, що належать до родин Antennulariellaceae, Capnodiaceae, Chaetothyriaceae, Coccodiniaceae, Euantennariaceae, Metacapnodiaceae та Trichomeriaceae, а також кількох родів), субстратом для яких слугує падь. Падь виділяють сисні шкідники, що належать до підрядів Sternorrhyncha та Auchenorrhyncha, включно з попелицями, білокрилками, псевдощитівками, борошнистими червцями, цикадками та листоблішками. Чорнуватість знижує рівень фотосинтезу у рослин, на яких вона розвивається.

## Таксони мікроміцетів, що спричиняють чорнуватість

### Порядок Capnodiales
Порядок Capnodiales містить чимало мікроміцетів, що спричиняють чорнуватість. Ці мікроміцети належать до таких родин: Antennulariellaceae Woron., Capnodiaceae Höhn. ex Theiss., Euantennariaceae S. Hughes & Corlett ex S. Hughes та Metacapnodiaceae S. Hughes & Corlett.

### Порядок Chaetothyriales
До порядку Chaetothyriales, а саме до родин Chaetothyriaceae Hansf. ex M.E. Barr, Coccodiniaceae Höhn., ex O.E. Erikss. та Trichomeriaceae Chomnunti & K.D. Hyde, також належить низка мікроміцетів, що спричиняють чорнуватість.

## Падь
Падь екскретують деякі сисні комахи, що належать до підрядів Sternorrhyncha та Auchenorrhyncha.

## Життєвий цикл мікроміцетів, що спричиняють чорнуватість
Спори мікроміцетів, що спричиняють чорнуватість зазвичай поширюються вітром або бризканням крапель дощу. Після проростання на поверхнях (сисні шкідники, які живляться на листкових пластинках, виділяють там же падь, яка інколи стікає й вкриває інші листкові пластинки, гілки та навіть цілі рослини, ґрунт і каміння, які знаходяться внизу), вкритих паддю, ці мікроміцети ростуть й падь чорніє. У процесі росту, колонії цих мікроміцетів розростаються по поверхні, вкритій паддю, зливаються з іншими колоніями. Разом ці колонії інколи утворюють біоплівки, що вкривають цілі листки або навіть рослини. Спершу з’являються нестатеві стадії й інколи з розвитком колоній розвиваються також статеві стадії.

## Вплив чорнуватості на рослин-хазяїв
У фітопатології, чорнуватість розглядається як хвороба рослин через її негативний вплив на фотосинтез внаслідок обмеження доступу сонячному світлу до хлоропластів. Обмеження фотосинтезу чорнуватістю призводить до сповільнення росту і, отже, до зменшення врожайності. Крім того, чорнуватість на фруктах або овочах знижує їх ринкову вартість через непривабливий зовнішній вигляд.